# Грљан
Грљан је приградско насеље града Зајечара у Зајечарском округу. Према попису из 2022. било је 1914 становника (према попису из 1991. било је 3412 становника).
Насеље има цркву посвећену св. Тројици, која је подигнута 1899. године.
Сваке године, већ 19 година, у насељу се одржава традиционална културна манифестација „Сабор инструменталних солиста на народним изворним инструментима“ републичког карактера.

## Историја
Време настанка данашњег Грљана не може се прецизно одредити. Грљан се први пут помиње у турском попису из 1560. године и то као два посебна села - Горње и Долње Грлене, свако са по десетак кућа. Што се тиче самог назива насеља, казивања старијих мештана говоре да је Грљан је свој назив добио по првим досељеницима који су ту дошли из села Гурле у Каравлашкој, данашњој Румунији. Према новијим истраживањима име села настало од словенског придева грлен, који означава нешто или неког који долази из грла, у овом случају из кланца.
Током Првог српског устанка гранична линија ишла је дуж обале реке Бели Тимок, те је Грљан био на самој граници. У Грљану се налазио шанац са посадом, чији је командант био хајдук рођен у овом селу, Тодор Тоша Костадинов. Шанчеве је чувала стална посада од педесетак људи, а у ванредним ситуацијама и преко стотину. Грљан је коначно ослобођен од Турака 1833. године.
Према првом попису у Србији из 1834. године, Грљан је имао сто седамдесет осам кућа и 1106 "душа".
Према одредбама Устава из 1838. године Грљан је добио статус општине. У време образовања „Општине грљанске“ у 1839. години село је имало 202 куће са 239 ½ пореских глава, а подручно село Шљивар 37 кућа и 39 пореских глава.
Године 1842. Грљан добија основну школу, а први грљански учитељ је био Траило Пауновић. Од тада до данас основна школа у Грљану стално је постојала, а рад прекидала само у годинама рата и окупације током Првог светског рата.
Током Првог српско-турског рата 1876. године Грљан је прилично страдао. Након битке код Великог Извора, када су га Турци освојили и спалили због пруженог отпора, Грљан је пао двадесет четвртог јула. Под налетом турских нерегуларних јединица Черкеза комплетно село букнуло је у великом пожару, такође због пружања отпора. Након рата ситуација је била јако тешко за људе који су у Грљану живели. У 1880. години грљанска општина упутила је Народној скупштини више апела да им се некако помогне. Тако је на седници Скупштине од двадесет трећег јануара 1880. године изнето да „Општина грљанска моли да се рок мораторијума одложи, а дугови за порез отплаћују на квартове.“ На истој седници прочитана је и молба којом „житељи села Грљана, који су у првом рату пострадали, моле да се изнађе начин, средство да им се што пре помогне.“
Због јако тешког положаја становништва, али и због понашања власти избио је сукоб између грађана и власти 1883. године који је забележен у историји као Грљанска буна. Повод ових немира била је наредба Владе да се, на основу Закона о заштити стоке од заразне болести говеђе куге, у свим пограничним окрузима заведе сточни катастар и изврши жигосање говеда. То је узнемирило сељаке, јер су радикали пронели глас да се ради о попису стоке како би се на основу тога за свако грло плаћао посебан прирез. Због хапшења деветоро грађана из села настао је сукоб са властима у Грљану и надомак Зајечара, који се завршио интервенцијом органа реда.
Крајем деветнаестог века почео је развој рударства у овом крају. Прву повластицу за експлоатацију угља добио је 1884. године Јозеф Хирш. Међутим, пошто је за отварање рудника и изградњу неопходних рудничких постројења и инсталација био потребан неопходан капитал, Хирш је шестог јуна 1887. године своја „рударска права“ продао новоформираном Српском индустријском безименом друштву „Тимок“, са седиштем у Бриселу, у Белгији. Становници Грљана и суседног села Прлита радили су не само у руднику, већ и на изградњи пруге уског колосека која је повезивала угљенокоп са пристаништем на Дунаву код села Радујевац, тзв. Белгијске пруге. До краја 1889. године били су завршени сви припремни радови за експлоатацију угља, изграђена железница и брикетница, па је производња започела. Део радника који су на тим радовима били ангажовани остао је да ради у руднику као рудари, а мањи број добио је запослење на железничким постројењима.
Грљан је нову зграду школе добио 1885, готово пуних десет година након паљења старе зграде од стране турских черкеских одреда. Изградњу школе помогао је округ, а главни терет трошкова поднели су грађани. Четрнаестог октобра 1898. године Грљанци формирају своју прву задружну организацију - Земљорадничку набављачку задругу. Основни мотив оснивања Задруге био је да се обезбеди јевтинија роба задругарима.
Током Првог светског рата Грљан се налазио под бугарском окупацијом. Бугарска власт је за председника општине у Грљану довела свог човека, извесног Јончу Иванова. У периоду окупације у Грљану је помрло тридесетак људи и деце, јер је било много оболелих у току епидемија заразних болести тифуса и тзв. „шпанске грознице“. Само у току 1918. године од тифуса је умрло десет особа. Материјална штета Грљанаца у годинама рата такође је била доста велика.
До поновног оснивања Земљорадничке задруге у Грљану дошло је 1920. године. Задруга је свој рад отпочела са педесетак чланова и шездесет удела. До 1925. године број задругара нарастао је на сто педесет, а да би пет година касније достигла број од преко две стотине чланова. Делатност је обављала преко своје продавнице, која је била добро снабдевена индустријском робом широке потрошње. Све до 1930. године Задруга није имала своје просторије. Јован Рајковић, први председник Задруге, Задрузи уступа свој плац у центру села, с тим да се на њему изгради кућа за потребе Задруге. Ова иницијатива уродила је плодом, па је 1930. године саграђена пространа зграда – „Дом Грљанске набављачке задруге“. Поред набављачко-продајне делатности, Задруга се касније почела бавити и другим пословима. Тако је при Задрузи радио „Штедни одељак“, из којег је потом настала „Кредитна задруга“. Чланови улагачи штедње добијали су од ње кредите на две године за санирање штета после већих природних непогода и у смртним случајевима, уз минималну камату од два процената. Убрзо је основана и „Сточарско-земљорадничка селекциона задруга“.
Да би остварио шири пласман угља на тржишту, Ђорђе Генчић, власник рудника, уложио је велики капитал у изградњу постројења за брикетирање ситног угља и у друге пратеће рударске објекте. Године 1923. на јужној периферији Грљана започета изградња „Брикетнице“ и већ следеће године пуштена у рад. Уз Фабрику брикета саграђена је електрична централа, која је служила искључиво за потребе рудника.
У току 1926. године започета је електрификација села. Електрификација је започета као приватна иницијатива Боже Кузмановића, трговца из Грљана, који је у Грљану подигао млин на електрични погон. За потребе млина изградио је далековод од трафо-станице код зајечарске болнице до млина.
Током Другог светског рата Грљан није претрпео већу материјалну штету. Након немачке окупације и ослобођења, приступило се обнови села. Изградња задружног дома започета је у пролеће 1948. године и објекат је имао површину у основи 703 квадратна метра. Почео се користити 1950. године, а сала од 1952. године. У јуну 1955. године спроведена је територијална подела на комуне (општине). У Грљану је формирана општина која је обухватала Прлиту, Вратарницу и Заграђе. Године 1957. извршена је нова територијална подела, у којој су Грљан и околна села ушла у састав општине Зајечар.
Месна заједница Грљан је једина 1975. године у Тимочкој крајини добила признање за изузетну активност на саветовању Републичке конференције Социјалистичког савеза радног народа у Аранђеловцу.
По завршетку Другог светског рата, рудници „Вршка чука“ и „Српски Балкан“ са још седам тимочких рудника угља (Лубница, Ртањ, Боговина, Добра Срећа, Подвис, Благовести и Влашко Поље) и Централна радионица у Грљану спојени су у јединствено предузеће „ТИМБАС“, тимочки угљени басен, са седиштем у Грљану. „ТИМБАС“ је био у саставу Генералне дирекције за угаљ Министарства рударства ФНРЈ. Касније је дирекција овог предузећа пресељена у Зајечар.
Почев од 1978. године, у Грљану се одржава фестивал аутентичног музичког фолклора Србије, који окупља најбоље свираче традиционалних дувачких инструмената. Фестивал је покренут 1978. године, под називом Сабор фрулаша на иницијативу групе ентузијаста, чланова културно-уметничког друштва "Саша Грос“ и Месне заједнице Грљан. Организатори су 21. септембра по први пут окупили 14 аматера из зајечарске, борске и неготинске општине, који су приказали своје умеће свирања на фрули, дудуку и окарини. Почев од 2010. године, створили су се услови за унапређење ове манифестације те је Сабор фрулаша, а потом Републички сабор инструменталних солиста на изворним дувачким инструментима, еволуирао у Фестивал инструменталне традиције Балкана, са жељом да подстакне интеркултурни дијалог Србије и земаља региона, али и да додатно афирмише вредности које поседују локалне и регионалне музичке праксе овог простора. Селекцијом је омогућено равномерно присуство свих инструмената који се презентују путем музике – од кордофоних и аерофоних, до мембранофоних и идиофоних инструмената у оквиру ансамбала или солистички. Носилац послова креирања програма и организовања фестивала у том периоду био је Центар за културу града Зајечара, а од 2014. године, Центар за културу и туризам „Цекит“ у Зајечару.
У насељу Грљан живи 2114 становника, а просечна старост становништва износи 44,1 година (42,3 код мушкараца и 45,8 код жена). У насељу има 888 домаћинстава, а просечан број чланова по домаћинству је 3,20. Ово насеље је великим делом насељено Србима (према попису из 2002. године), а у последња три пописа, примећен је пад у броју становника.

## Демографија
У насељу Грљан живи 2359 пунолетних становника, а просечна старост становништва износи 44,1 година (42,3 код мушкараца и 45,8 код жена). У насељу има 888 домаћинстава, а просечан број чланова по домаћинству је 3,20.
Ово насеље је великим делом насељено Србима (према попису из 2002. године), а у последња три пописа, примећен је пад у броју становника.
|  |

| Демографија | Демографија | Демографија |
| Година      | Становника  | Становника  |
| ----------- | ----------- | ----------- |
| 1948.       | 2.822       |             |
| 1953.       | 3.098       |             |
| 1961.       | 3.526       |             |
| 1971.       | 3.737       |             |
| 1981.       | 3.519       |             |
| 1991.       | 3.412       | 3.089       |
| 2002.       | 2.839       | 3.300       |

| Етнички састав према попису из 2002.‍ | Етнички састав према попису из 2002.‍ | Етнички састав према попису из 2002.‍ | Етнички састав према попису из 2002.‍ | Етнички састав према попису из 2002.‍ |
| ------------------------------------ | ------------------------------------ | ------------------------------------ | ------------------------------------ | ------------------------------------ |
|                                      |                                      |                                      |                                      |                                      |
| Срби                                 | Срби                                 |                                      | 2.739                                | 96,47%                               |
| Македонци                            | Македонци                            |                                      | 26                                   | 0,91%                                |
| Роми                                 | Роми                                 |                                      | 15                                   | 0,52%                                |
| Муслимани                            | Муслимани                            |                                      | 7                                    | 0,24%                                |
| Румуни                               | Румуни                               |                                      | 4                                    | 0,14%                                |
| Власи                                | Власи                                |                                      | 4                                    | 0,14%                                |
| Хрвати                               | Хрвати                               |                                      | 2                                    | 0,07%                                |
| Бугари                               | Бугари                               |                                      | 2                                    | 0,07%                                |
| Албанци                              | Албанци                              |                                      | 2                                    | 0,07%                                |
| Југословени                          | Југословени                          |                                      | 2                                    | 0,07%                                |
| Немци                                | Немци                                |                                      | 1                                    | 0,03%                                |
| Мађари                               | Мађари                               |                                      | 1                                    | 0,03%                                |
| Бошњаци                              | Бошњаци                              |                                      | 1                                    | 0,03%                                |
| непознато                            | непознато                            |                                      | 14                                   | 0,49%                                |

| Година пописа     | 1948. | 1953. | 1961. | 1971. | 1981. | 1991. | 2002. |
| ----------------- | ----- | ----- | ----- | ----- | ----- | ----- | ----- |
| Број домаћинстава | 711   | 752   | 911   | 953   | 860   | 857   | 888   |

| Број чланова      | 1   | 2   | 3   | 4   | 5   | 6  | 7  | 8 | 9 | 10 и више | Просек |
| ----------------- | --- | --- | --- | --- | --- | -- | -- | - | - | --------- | ------ |
| Број домаћинстава | 160 | 226 | 159 | 134 | 103 | 64 | 31 | 6 | 2 | 3         | 3,20   |

| Пол    | Укупно | Неожењен/Неудата | Ожењен/Удата | Удовац/Удовица | Разведен/Разведена | Непознато |
| ------ | ------ | ---------------- | ------------ | -------------- | ------------------ | --------- |
| Мушки  | 1.183  | 272              | 800          | 70             | 39                 | 2         |
| Женски | 1.271  | 162              | 807          | 263            | 38                 | 1         |
| УКУПНО | 2.454  | 434              | 1.607        | 333            | 77                 | 3         |

| Пол    | Укупно                    | Пољопривреда, лов и шумарство | Рибарство                            | Вађење руде и камена | Прерађивачка индустрија       |
| ------ | ------------------------- | ----------------------------- | ------------------------------------ | -------------------- | ----------------------------- |
| Мушки  | 507                       | 13                            | 0                                    | 104                  | 138                           |
| Женски | 323                       | 40                            | 0                                    | 18                   | 65                            |
| УКУПНО | 830                       | 53                            | 0                                    | 122                  | 203                           |
| Пол    | Производња и снабдевање   | Грађевинарство                | Трговина                             | Хотели и ресторани   | Саобраћај, складиштење и везе |
| Мушки  | 4                         | 20                            | 33                                   | 7                    | 71                            |
| Женски | 2                         | 5                             | 61                                   | 4                    | 8                             |
| УКУПНО | 6                         | 25                            | 94                                   | 11                   | 79                            |
| Пол    | Финансијско посредовање   | Некретнине                    | Државна управа и одбрана             | Образовање           | Здравствени и социјални рад   |
| Мушки  | 1                         | 5                             | 18                                   | 5                    | 21                            |
| Женски | 4                         | 8                             | 9                                    | 17                   | 54                            |
| УКУПНО | 5                         | 13                            | 27                                   | 22                   | 75                            |
| Пол    | Остале услужне активности | Приватна домаћинства          | Екстериторијалне организације и тела | Непознато            | Непознато                     |
| Мушки  | 7                         | 0                             | 0                                    | 60                   | 60                            |
| Женски | 8                         | 0                             | 0                                    | 20                   | 20                            |
| УКУПНО | 15                        | 0                             | 0                                    | 80                   | 80                            |